# Mannsville (Oklahoma)
Mannsville es un pueblo ubicado en el condado de Johnston en el estado estadounidense de Oklahoma. En el año 2010 tenía una población de 863 habitantes y una densidad poblacional de 308,21 personas por km².

## Geografía
Mannsville se encuentra ubicado en las coordenadas 34°11′9″N 96°52′49″O / 34.18583, -96.88028 (34.185707, -96.880271).

## Demografía
Según la Oficina del Censo en 2000 los ingresos medios por hogar en la localidad eran de $24,896 y los ingresos medios por familia eran $30,982. Los hombres tenían unos ingresos medios de $21,838 frente a los $18,676 para las mujeres. La renta per cápita para la localidad era de $10,683. Alrededor del 20.1% de la población estaban por debajo del umbral de pobreza.